# Jake Wightman
Jake Wightman, född 11 juli 1994 i Nottingham, är en brittisk medeldistanslöpare som främst tävlar på 1 500 meter.

## Karriär
I juli 2022 vid VM i Eugene tog Wightman guld på 1 500 meter efter ett lopp på världsårsbästat 3 minuter och 29,23 sekunder.